# Ольстер
О́льстер (ирл. Cúige Uladh [ˌkuːɟə ˈʊlˠə], англ. Ulster [ˈʌlstər]) — одна из четырёх исторических провинций на острове Ирландия, объединяющая в настоящее время девять графств на севере острова. Шесть из этих графств — Антрим, Арма, Даун, Фермана, Лондондерри и Тирон — входят в состав Северной Ирландии, остальные — Каван, Донегол и Монахан — являются частью Республики Ирландия. По данным 2011 года население Ольстера — 2 105 656 человек (Северная Ирландия — 1 810 853 чел. и Республика Ирландия — 294 803 чел.). Площадь — 21 882 км² (Северная Ирландия — 13 795 км² и Республика Ирландия — 8087 км²). Самый большой город — Белфаст с населением более 500 000 человек.
Основным языком является английский, второй по распространённости — ирландский. Около 10 % населения Северной Ирландии имеют определённые познания в ирландском языке, хотя язык преподают во всех графствах, являющихся частью республики.
Часто Ольстером неофициально называют именно Северную Ирландию.

## История
Исторически — северная пятина (королевство) в древней Ирландии со столицей в Эмайн Махе, описанная преимущественно по преданиям так называемого уладского цикла (записанного значительно позднее распада королевства, в VII веке, по существовавшей устной традиции), существовавшая в начале нашей эры. Археологические раскопки подтверждают существование королевства с указанной столицей, некоторые описанные детали одежды, строения колесниц, боевые приёмы.
Согласно «Книге захватов», разделение Ирландии на пятины, а следовательно и образование королевства Улад было произведено пятью братьями-предводителями племени Фир Болг.
Сохранилось описание, относящееся к XII веку, о том, что король данной пятины, вступая на трон, должен был публично совокупиться с лошадью (символом власти у древних кельтов), которую потом варили и съедали (король совместно с народом).
В раннем Средневековье провинцией правила династия О’Нилов. После норманнского вторжения в XII веке Ольстер попал под контроль норманнских баронов — сперва де Курси, затем — де Ласи. Они создали здесь графство Ольстерское.
В XIX веке Ольстер стал самой богатой и процветающей провинцией Ирландии, а Белфаст обогнал столицу, Дублин, по населению.
В XX веке Ольстер стал ареной столкновений ИРА и проанглийских ольстерских юнионистов (Ассоциация обороны Ольстера, Добровольческий фронт Ольстера).

## Административное деление

Провинция Ольстер (Северная Ирландия — коричневый цвет, Республика Ирландия — зелёный цвет)

Шесть из девяти округов Ольстера — Антрим (Aontroim), Арма (Ard Mhacha), Даун (An Dun), Фермана (Fear Manach), Лондондерри (Doire) и Тирон (Tír Eoghain) — образуют Северную Ирландию, которая осталась частью Соединённого Королевства после разделения Ирландии в 1921 году. Три Ольстерских округа, Каван (An Cabhan), Донегол (Dun na nGall) и Монахан (Muineachan) являются частью Ирландской республики.
| №                   | Графство          | Население, чел. (2011) | Площадь, км²      | Плотность, чел./км² |                   |                   |                   |
| Северная Ирландия   | Северная Ирландия | Северная Ирландия      | Северная Ирландия | Северная Ирландия   | Северная Ирландия | Северная Ирландия | Северная Ирландия |
| ------------------- | ----------------- | ---------------------- | ----------------- | ------------------- | ----------------- | ----------------- | ----------------- |
| 1                   | Антрим            | 618 108                | 3046              | 202,9               |                   |                   |                   |
| 2                   | Арма              | 174 792                | 1254              | 131,8               |                   |                   |                   |
| 3                   | Даун              | 531 665                | 2466              | 215,6               |                   |                   |                   |
| 4                   | Фермана           | 61 170                 | 1691              | 36,1                |                   |                   |                   |
| 5                   | Лондондерри       | 247 132                | 2075              | 119,1               |                   |                   |                   |
| 6                   | Тирон             | 177 986                | 3263              | 54,5                |                   |                   |                   |
| Республика Ирландия |                   |                        |                   |                     |                   |                   |                   |
| 7                   | Каван             | 73 183                 | 1931              | 37,7                |                   |                   |                   |
| 8                   | Донегол           | 161 137                | 4861              | 32,9                |                   |                   |                   |
| 9                   | Монахан           | 60 483                 | 1295              | 46,7                |                   |                   |                   |
|                     | Всего             | 2 105 656              | 21882             | 96,23               |                   |                   |                   |

## Отражение в культуре
- Песня «Ирландия, Ольстер» советской рок-группы «Автограф».
- Песня «Від Києва до Ольстера» украинской рок-группы «Кому Вниз».
- В Ленинграде в 1970-х годах в квартале, ограниченном улицей Марата, Невским проспектом и Стремянной улицей были кафе, в народе называемые «Ольстер», «Сайгон» и «Эльф»; в народе эти кафе были известны как места пребывания и времяпровождения музыкантов, художников и писателей.